# Alexandria (Teleorman)
Pour les articles homonymes, voir Alexandrie (homonymie).
Alexandria est le chef-lieu du județ de Teleorman, en Munténie, en Roumanie. Elle est située à 88 km au sud de Bucarest près de la frontière bulgare, sur les bords de la Vedea. Elle tire son nom à la fois de saint Alexandre, évêque de Constantinople sous le règne de Constantin le Grand (313-337), participant au concile de Nicée de 325 et protecteur de la cité, et de l'hospodar valaque, Alexandre II Ghica, mécène de la ville, dont les restes reposent dans la basilique homonyme. Le blason de la ville évoque les hardes princières de chevaux et l'« Extructie », la charte démocratique et égalitaire de la ville proclamée en 1840. Comme toute la Roumanie, Alexandria a subi les régimes dictatoriaux carliste, fasciste et communiste de février 1938 à décembre 1989, mais connaît à nouveau la démocratie depuis la révolution roumaine de 1989.

## Politique
| Période                                  | Période  | Identité         | Étiquette | Qualité |
| ---------------------------------------- | -------- | ---------------- | --------- | ------- |
| Les données manquantes sont à compléter. |          |                  |           |         |
|                                          |          | Teodor Nițulescu | PDSR      |         |
| Les données manquantes sont à compléter. |          |                  |           |         |
| 2008                                     | En cours | Victor Drăgușin  | PSD       |         |

## Personnalités nées à Alexandria
- Constantin Dinculescu (1898-1990), ingénieur en énergie.